# Suka Manis
Suka Manis is een bestuurslaag in het regentschap Muara Enim van de provincie Zuid-Sumatra, Indonesië. Suka Manis telt 1112 inwoners (volkstelling 2010).